# Beho-Beho
Der Beho-Beho ist ein Steppenfluss in Tansania.

## Beschreibung
Er führt meist nur in der Regenzeit Wasser und kann bei länger andauernder Trockenzeit ganz austrocknen. Er fließt teilweise durch das Gebiet des Selous Game Reserve und mündet dort in den Rufiji.

## Geschichte
An beiden Ufern fanden im Ersten Weltkrieg um die Jahreswende 1916/1917 über mehrere Wochen heftige Kämpfe zwischen der Schutztruppe Deutsch-Ostafrikas und britischen Einheiten statt, bei denen Frederick Courteney Selous am 4. Januar 1917 ums Leben kam.